# Tommaso Pobega
Tommaso Pobega (Triëst, 15 juli 1999) is een Italiaans voetballer die als middenvelder speelt.

## Carrière
Pobega genoot zijn jeugdopleiding bij US Triestina en AC Milan. Milan leende hem in augustus 2018 voor een seizoen uit aan derdeklasser Ternana Calcio. Het seizoen daarop leende Milan hem uit aan Pordenone Calcio, dat zijn debuut maakte in de Serie B. Nadat hij in augustus 2020 zijn contract bij Milan verlengde tot 2025 leende de club hem in het seizoen 2020/21 een derde keer uit, ditmaal aan Spezia Calcio in de Serie A. In augustus 2021 volgde een nieuwe uitleenbeurt, opnieuw aan een Serie A-club: zijn nieuwe bestemming werd Torino FC. In het seizoen 2024/25 werd hij verhuurd aan Bologna.

## Clubstatistieken
| Seizoen     | Club               | Competitie  | Competitie | Competitie | Beker | Beker | Europa | Europa | Totaal | Totaal |
| Seizoen     | Club               | Competitie  | Wed.       | Dlp.       | Wed.  | Dlp.  | Wed.   | Dlp.   | Wed.   | Dlp.   |
| ----------- | ------------------ | ----------- | ---------- | ---------- | ----- | ----- | ------ | ------ | ------ | ------ |
| 2018/19     | AC Milan           | Serie A     | 0          | 0          | 0     | 0     | 0      | 0      | 0      | 0      |
| Club Totaal | Club Totaal        | Club Totaal | 0          | 0          | 0     | 0     | 0      | 0      | 0      | 0      |
| 2018/19     | → Ternana Calcio   | Serie C     | 32         | 3          | 1     | 0     | —      | —      | 33     | 3      |
| Club Totaal | Club Totaal        | Club Totaal | 32         | 3          | 1     | 0     | 0      | 0      | 33     | 3      |
| 2019/20     | → Pordenone Calcio | Serie B     | 33         | 5          | 1     | 1     | —      | —      | 34     | 6      |
| Club Totaal | Club Totaal        | Club Totaal | 33         | 5          | 1     | 1     | 0      | 0      | 34     | 6      |
| 2020/21     | → Spezia Calcio    | Serie A     | 20         | 6          | 0     | 0     | —      | —      | 20     | 6      |
| Club Totaal | Club Totaal        | Club Totaal | 20         | 6          | 0     | 0     | 0      | 0      | 20     | 6      |
| 2021/22     | → Torino FC        | Serie A     | 33         | 4          | 0     | 0     | —      | —      | 33     | 4      |
| Club Totaal | Club Totaal        | Club Totaal | 33         | 4          | 0     | 0     | 0      | 0      | 33     | 4      |
| TOTAAL      | TOTAAL             | TOTAAL      | 118        | 18         | 2     | 1     | 0      | 0      | 120    | 19     |

## Interlandcarrière
Pobega maakte op 4 juni 2022 zijn interlanddebuut voor Italië: in de Nations League-wedstrijd tegen Duitsland (1-1) liet bondscoach Roberto Mancini hem in de 80e minuut invallen voor Sandro Tonali. Eerder had Mancini hem al opgeroepen voor de WK-kwalificatiewedstrijden tegen Zwitserland en Noord-Ierland in november 2021.
1 Skorupski ·
2 Holm ·
3 Posch ·
5 Erlić ·
6 Moro ·
7 Orsolini ·
8 Freuler ·
9 Castro ·
10 Karlsson ·
11 Ndoye ·
14 Iling-Junior ·
15 Casale ·
16 Corazza ·
17 El Azzouzi ·
18 Pobega ·
19 Ferguson  ·
20 Aebischer ·
21 Odgaard ·
22 Lykogiannis ·
23 Bagnolini ·
24 Dallinga ·
26 Lucumí ·
28 Cambiaghi ·
29 De Silvestri ·
30 Domínguez ·
31 Beukema ·
33 Miranda ·
34 Ravaglia ·
80 Fabbian ·
82 Urbański ·
Coach: Italiano